# Adwen

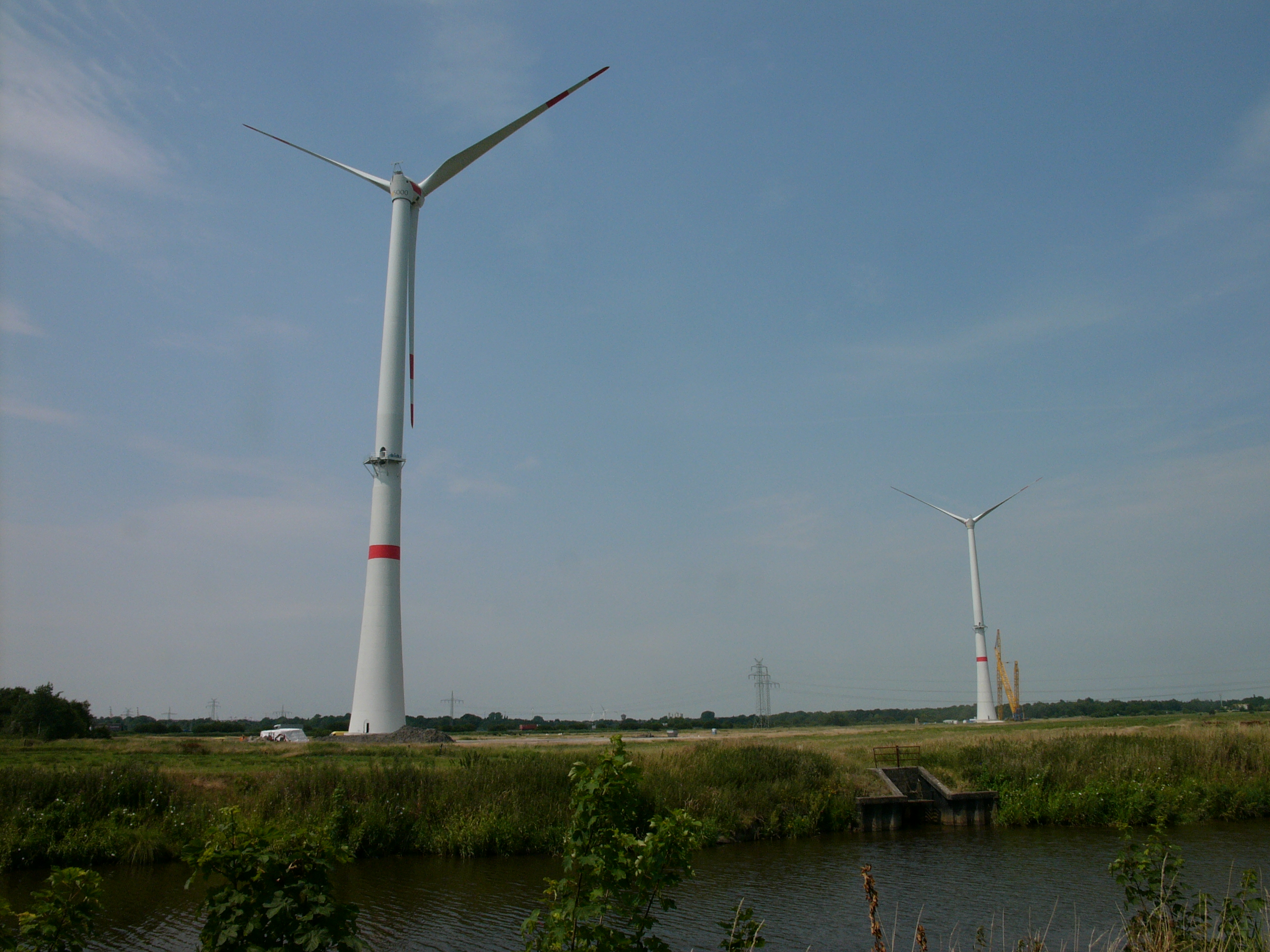
Des éoliennes de l'entreprise sur le parc Alpha Ventus en mer du Nord

Adwen est une entreprise du secteur éolien offshore, avec une puissance installée d'1 GW à la fin 2017 et près de 2 GW en projet. La société appartient à Siemens Gamesa.

## Histoire
En 2007, Areva acquiert 51 % de la société Multibrid, un concepteur et fabricant d'éoliennes offshore[réf. nécessaire]. Le groupe finalise en 2010 l'acquisition des 49 % restants du capital[réf. nécessaire], donnant ainsi naissance à Areva Wind, filiale à 100 % du groupe.
La M5000 de 5 MW est en service à terre depuis 2007 et en mer depuis fin 2009, dans le premier parc éolien allemand « Alpha Ventus », situé au large de Bremerhaven dans le Land de Brême.
Areva Blades, filiale d'Areva, se spécialise dans la fabrication de pales de rotor à la suite du rachat de PN Rotor par le groupe nucléaire français en 2009.
En 2009, Areva Wind a signé un accord avec la société Wetfeet Offshore Windenergy GmbH pour la fourniture de 80 éoliennes M5000 destinées au parc éolien offshore Global Tech 1 (400 MW). L’accord porte sur un montant de plus de 700 millions d'euros. Le parc éolien Global Tech 1 est situé en Mer du Nord, à 90 kilomètres des côtes allemandes. L’installation des premières turbines a démarré en 2013.
Areva Wind a également signé un protocole d’accord pour la fourniture de 40 éoliennes pour le parc Trianel Wind Park Borkum (200 MW), 2e phase du parc Alpha Ventus. En février 2014, Areva avait achevé 50 % du parc avec l'installation de 20 éoliennes M5000.
En mai 2011, Areva a formé une alliance avec GDF Suez et Vinci afin de créer une plateforme industrielle dans le domaine des énergies renouvelables. Cette alliance vise à répondre à l'appel d'offres lancé par l'État français (6 gigawatts de puissance installée d'ici 2020) sur 3 des 5 parcs éoliens en mer : Dieppe-Le Tréport, Courseulles-sur-Mer et Fécamp.
En 2012, Iberdrola choisit de nouveau la  M5000 d’Areva pour équiper le parc éolien de Wikinger en mer Baltique, à 35 kilomètres au large des côtes allemandes. La construction de ce projet de 400 MW est prévue en 2016 et 2017.
Depuis janvier 2014, Areva et Gamesa ont entamé des négociations concernant la création d'une entreprise commune. En septembre 2016, Gamesa, à la suite de sa fusion avec la branche des activités éoliennes de Siemens, annonce acquérir auprès d'Areva les 50 % de participation dans Adwen qu'elle ne détenait pas, pour un coût de 60 millions d'euros.

## Organisation
Areva fournit des services dans quatre secteurs : l'éolien en mer, la bioénergie, le solaire thermique à concentration et le stockage de l'énergie.
Areva dispose d'un site d’assemblage de nacelles à Bremerhaven. Ce site regroupe l'ingénierie, un banc d’essai à pleine puissance, le centre de surveillance des éoliennes en mer, les équipes de projets et le centre d’information clients. L’usine de fabrication des pales d’éoliennes est située à Stade, près de Bremerhaven. Le groupe dispose également de bureaux à Édimbourg, au Royaume-Uni.

## Technologie
L'éolienne M5000  a été développée par la société aerodyn Energiesysteme GmbH. Le premier prototype de M5000 est construit à Bremerhaven et installé fin 2004. En décembre 2011, Areva Wind a dévoilé la nouvelle version du modèle M5000 : la M5000-135, dotée d’un nouveau rotor de 135 mètres. Ses pales offshore s'étendent sur 66 mètres de longueur, soit 10 mètres de plus que la M5000-116. La surface balayée par la M5000 augmente de 35 % par rapport au précédent modèle pour atteindre 14 326 m2. Sa maintenance en est également simplifiée.
En 2013, Areva lance une  nouvelle éolienne de 8 MW offrant une productivité plus importante grâce à un rotor de 180 mètres, le plus grand du marché (en 2018). Son mât de 90 mètres supporte la nacelle, le rotor et les 3 pales de 88 mètres, pour un poids total de 520 tonnes.[réf. souhaitée]
Le groupe fournira cette turbine de 8 MW pour les parcs de Dieppe-Le Tréport et des îles d’Yeu et Noirmoutier dans le cadre du second appel d’offres français.